# Tigerstripe Ridge
Tigerstripe Ridge (englisch für Tigerstreifengrat) ist ein Gebirgskamm der Convoy Range im ostantarktischen Viktorialand. Er bildet den Nordgrat des Flagship Mountain.
Wissenschaftler des New Zealand Antarctic Research Programme, die zwischen 1989 und 1990 in diesem Gebiet tätig waren, nahmen die deskriptive Benennung vor. Namensgebend ist seine Bänderung durch verschiedenfarbiges Gestein, die an das gestreifte Fell eines Tigers erinnert.